# Deverika
Deverika (Abramis brama) vrsta je slatkovodne ribe porodice šarana (latinski) Cyprinidae, najpoznatiji je predstavnik roda deverike (latinski Abramis), reda šaranki (latinski Cypriniformes).
Poznata je i pod nazivima: Platnica, Hajn i Ljeskarica.

## Osnovna obilježja
Prosječna im je dužina 25–50 cm i težina 1–6 kilograma. Izuzetno 82 cm dužine te 36 cm visine i težine 9–11 kilograma, povremeno (u Švedskoj i mjestima u Rusiji) do 13 i 18 kilograma. Ima visoko (oko 1/3 dužine), bočno jako spljošteno tijelo, pokriveno s velikim mekanim ljuskama, uređenim u pravilnim redovima. Glava je malena s malim tupim ustima. Također s relativno malim očima. Boja ljuski im varira od srebrno–sive do smeđe (brončane) kod starijih, posebno u bistrim vodama. Leđni dio ima tamnije nijanse maslinasto–zelene boje. Trbuh prljavo–bijeličast, pri donjem dijelu glave prelazi u crvenkastu boju. Peraje su sivkaste do modro–crne, nikada obojene. Leđna peraja je visoka i uska, predrepna, koja započinje na dnu tijela iza leđne je posebno duga.
Mlade deverike imaju više izduženo tijelo i veće oči, do težine 700 grama bijelo–srebrnaste boje, zatim posive, peraje potamne, a na grlu i trbuhu pojavljuje se crvenkasta nijansa. Trogodišmje već postaju žuto–zlatne nijanse s tamnijim leđima, a najveće deverike zlatne. Boja ovisi o svojstvima vode.
U idealnim uvjetima može doživjeti 16 godina.

### Slične ribe po izgledu
Lako se može zamijeniti s krupaticom (Blicca bjoerkna), pogotovo u mlađim stadijima, no lako se razlikuje po tamnim perajama.

## Stanište i ponašanje
Odrasli se obično pojavljaju u mirnim i sporo–tekućim vodama gdje se kreću u velikim jatima pri dnu. Deverika općenito živi u rijekama (pogotovo u donjim područjima) i hranom–bogatim jezerima te barama s mnogo algi i blatnim dnom. Također se može pronaći u morskoj bočatoj vodi.
Deverika je jedna od češćih ribljih vrsta u Europi. Njezino stanište proteže se istočno od Pireneja preko Irske i Engleske na zapadu, sjeverno od Alpa te u srednjoj Aziji, u slivovima Sjevernog, Baltičkog, Crnog, Kaspijskog i Aralskog mora. Na sjeveru doseže sve do Švedske. Naseljuje sve vodotoke dunavskog porječja, gdje je pronađena gotovo posvuda u mrenskom, deverikinom i poplavnom pojasu te stajaćim vodama. Može preživjeti izvan vode duže razdoblje.

## Način hranjenja
Ove ribe svejedi su čistači dna i hrane se materijom biljaka, beskralježnjacima (malim mekušcima, ličinkama kukaca, crvima, malim rakovima, školjkašima i puževima). Hrani se kukcima, naročito komarcima. Veći primjerci mogu se hraniti manjom manjom ribom, ali su i plijen većim. Mlađ se hrani zooplanktonom.
Noću se deverike mogu hraniti u neposrednoj blizini obale. U čistoj vodi s pješčanim dnom, tijekom dana mogu biti viđene jame nastale hranjenjem. Riblja izdužujuća cjevasta usta pomažu joj pri kopanju za ličinkama komaraca, školjkašima i puževima.

## Razmnožavanje
Mrijesti se od travnja do lipnja kada je temperatura vode oko 17°C. U to vrijeme mužjaci formiraju teritorije i keje svaka ženka polaže između 100 000 i 300 000 jajašaca na podvodno bilje.
Mlade ribe često nisu prepoznate kao deverike radi njihovog vitkog izgleda, one su prepoznatljive po svojem plosnatom obliku i srebrnastoj boji. U ovoj fazi su još uvijek pelagične ribe, ali kroz nekoliko mjeseci poprimaju njihov tipičan oblik tijela i postaju stanovnici dna. Nakon tri do četiri godine ribe su spolno zrele.

## Vernakularni nazivi
U Hrvatskoj deverika živi ponajprije u Slavoniji gdje je poznata pod više nazivi koji izgleda potječu iz istog korijena, to su anj (Jasenovac; Slavonija), anja, sinj, senj, hajin, hajn, hajma i slično. U Bugarskoj je nazivaju Платика (=platika), Ploščič u Sloveniji i u Srbiji Деверика (=deverika). Na ostalim udaljenijim područjima takođr postoji više narodnih naziva u pojedinim zemljama. Naziv Brème nalazimo u Francuskoj (uz nekoliko dodatnih naziva) i Švicarskoj. U Njemačkpoj postoje brojni nazivi za nju mađu kojima Blacke, Bläuer, Brachse (i slične varijante), Scheitele, Sunnfisch i drugi. Nadalje Carp bream (engleski);  Лещ (ruski); Çapak baligi (turski); Πλατάνα (grčki).

## Vanjske poveznice
|  | Zajednički poslužitelj ima stranicu o temi Deverika    |
|  | Zajednički poslužitelj ima još gradiva o temi Deverika |
|  | Wikivrste imaju podatke o taksonu Deverika             |